# Иванда (Мађарска)
Иванда (мађ. Ivándárda) је село у Мађарској, у крајње јужном делу државе. Село управо припада Мохачком срезу Барањске жупаније, са седиштем у Печују.

## Природне одлике
Насеље Иванда налази у крајње јужном делу Мађарске, близу државне границе са Хрватском. Најближи већи град је Мохач.
Историјски гледано, село припада мађарском делу Барање. Подручје око насеља је равничарско (Панонска низија), приближне надморске висине око 100 м. Око насеља нема већих водотока, а даље ка истоку протиче Дунав.

## Историја
Срби су у Иванди присутни још од средњег века, али је њихов број посебно нарастао после Велике сеобе. Пред Први светски рат у селу су живели Немци (60%), Мађари (20%) и Срби (20%).
После Првог светског рата и поделе Барање на два дела — данас мађарски (северни, већи) и југословенски (јужни, мањи), Иванда се нашла у сасвим другачијем, неповољнијем положају. Нова граница између Републике Мађарске и Краљевине Срба, Хрвата и Словенаца, нашла се уз само насеље. У следећим годинама огромна већина Срба се иселила у српске делове новоосноване Краљевине Срба, Хрвата и Словенаца, тако да данас Срба нема у селу.
После Другог светског рата и месни Немци су се иселили у матицу.

## Становништво
Према подацима из 2013. године Иванда је имала 238 становника. Последњих година број становника опада.
Претежно становништво у насељу чине Мађари римокатоличке вероисповести.

### Попис1910.
| Иванда | Иванда |
| --- | --- |
| Језик | Вера |
| укупно: 1.375 Немачки 829 (60,29%) Мађарски 271 (19,70%) Српски 236 (17,16%) Словачки 3 (0,21%) Хрватски 3 (0,21%) остали 33 (2,40%) | <div style="border:solid transparent;position:absolute;width:100px;line-height:0; укупно: 1.375 Римокатолици 715 (52,00%) Лутерани 363 (26,40%) Православци 230 (16,72%) Калвинисти 55 (4,00%) Јевреји 12 (0,87%) - (-%) |

Напомена: У рубрици осталих језика највећи број особа исказао је шокачки језик.